# Kariwa (Niigata)
Kariwa (jap. 刈羽村, -mura) ist eine Dorfgemeinde im Landkreis Kariwa im Landesinneren der Präfektur Niigata auf Honshū, der Hauptinsel von Japan.

## Geografie
Die Gemeinde Kariwa zeichnet sich durch die außergewöhnliche Form ihres Gemeindegebietes aus. Dieses besteht aus zwei voneinander getrennten Teilen. Der Westteil, in dem der Großteil der Bevölkerung lebt, ist seit der Eingemeindung von Nishiyama nach Kashiwazaki im Jahr 2005 eine Enklave in Kashiwazaki. Im äußersten Westen des Gemeindegebietes am Japanischen Meer liegt das Kernkraftwerk Kashiwazaki-Kariwa, wobei der Küstenstreifen mit etwa 50–100 m Breite ebenfalls zu Kashiwazaki gehört, so dass die Gemeinde keinen Meereszugang hat. Etwa anderthalb Kilometer getrennt von diesem Westteil liegt eine Exklave der Gemeinde mit den Ortsteilen Aburaden (油田) und Kurokawa (黒川) auf der Grenze zwischen Kashiwazaki und Nagaoka.

## Geschichte
Die heutige Gemeinde entstand am 1. April 1901 aus der Zusammenlegung der alten Gemeinde Kariwa mit Katsuyama (勝山村, -mura) und Teilen von Tōjō (東城村, -mura). Am 30. September 1956 folgte die Eingliederung von Teilen von Nakadōri (中通村, -mura) und am 10. April 1959 von Teilen von Futada (二田村, -mura). Seit der Eingemeindung von Nishiyama und Takayanagi nach Kashiwazaki ist Kariwa die einzige Gemeinde ihres gleichnamigen Landkreises.
Am 16. Juli 2007 erschütterte das Niigata-Chūetsu-Küstenerdbeben 2007 Kariwa und den Nachbarort Kashiwazaki.

## Verkehr
- Zug:
  - JR Echigo-Linie
- Straße:
  - Nationalstraßen 116, 8, 352

## Angrenzende Städte und Gemeinden

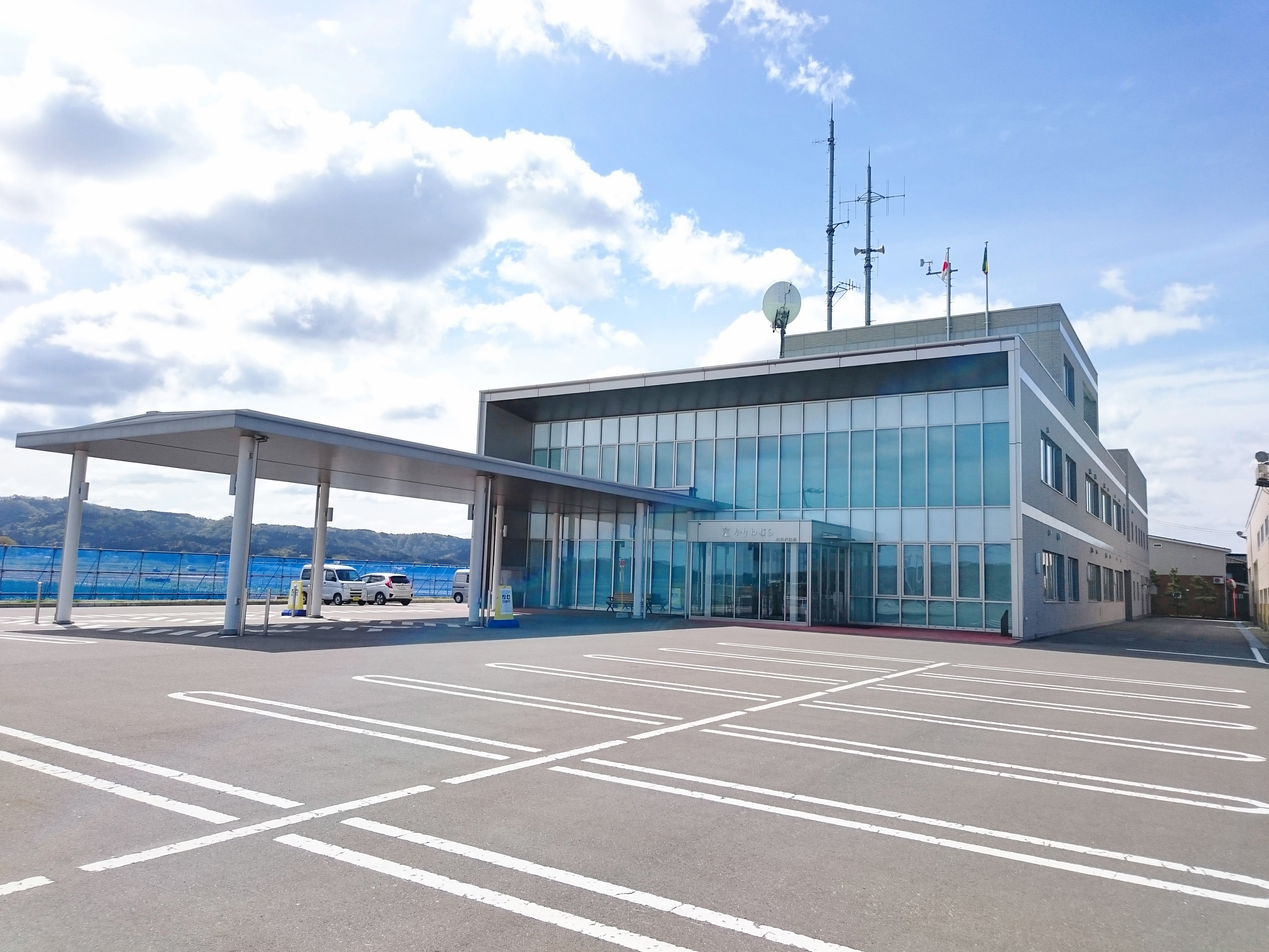
Rathaus

- Kashiwazaki
- Nagaoka

## Wirtschaft
- Reisanbau
- Kernkraftwerk Kashiwazaki-Kariwa